# Cabillus macrophthalmus
Cabillus macrophthalmus és una espècie de peix de la família dels gòbids i de l'ordre dels perciformes.

## Hàbitat
És un peix marí i d'aigües profundes que viu entre 120-400 m de fondària.

## Distribució geogràfica
Es troba al Pacífic occidental central: Indonèsia.

## Observacions
És inofensiu per als humans.